# Bambergi dóm
A Bambergi dóm (németül: Bamberger Dom), teljes nevén Szent Péter és Szent György-dóm (németül: Dom St. Peter und St. Georg), egy késő román és koragót stílusú basilica minor rangú székesegyház a bajorországi Bamberg városában, a Bambergi főegyházmegyében. A székesegyház egyike a volt Német-római Birodalom „császárdómjainak”, melyet II. Henrik császár építtetett. A dóm nevezetességei közé tartozik a szentté avatott Henrik császár és hitvesének, Luxemburgi Szent Kunigundának síremléke, az épület belső terében található különleges lovasszobor, valamint az egyetlen pápai sírhely az Alpoktól északra (II. Kelemen pápáé).

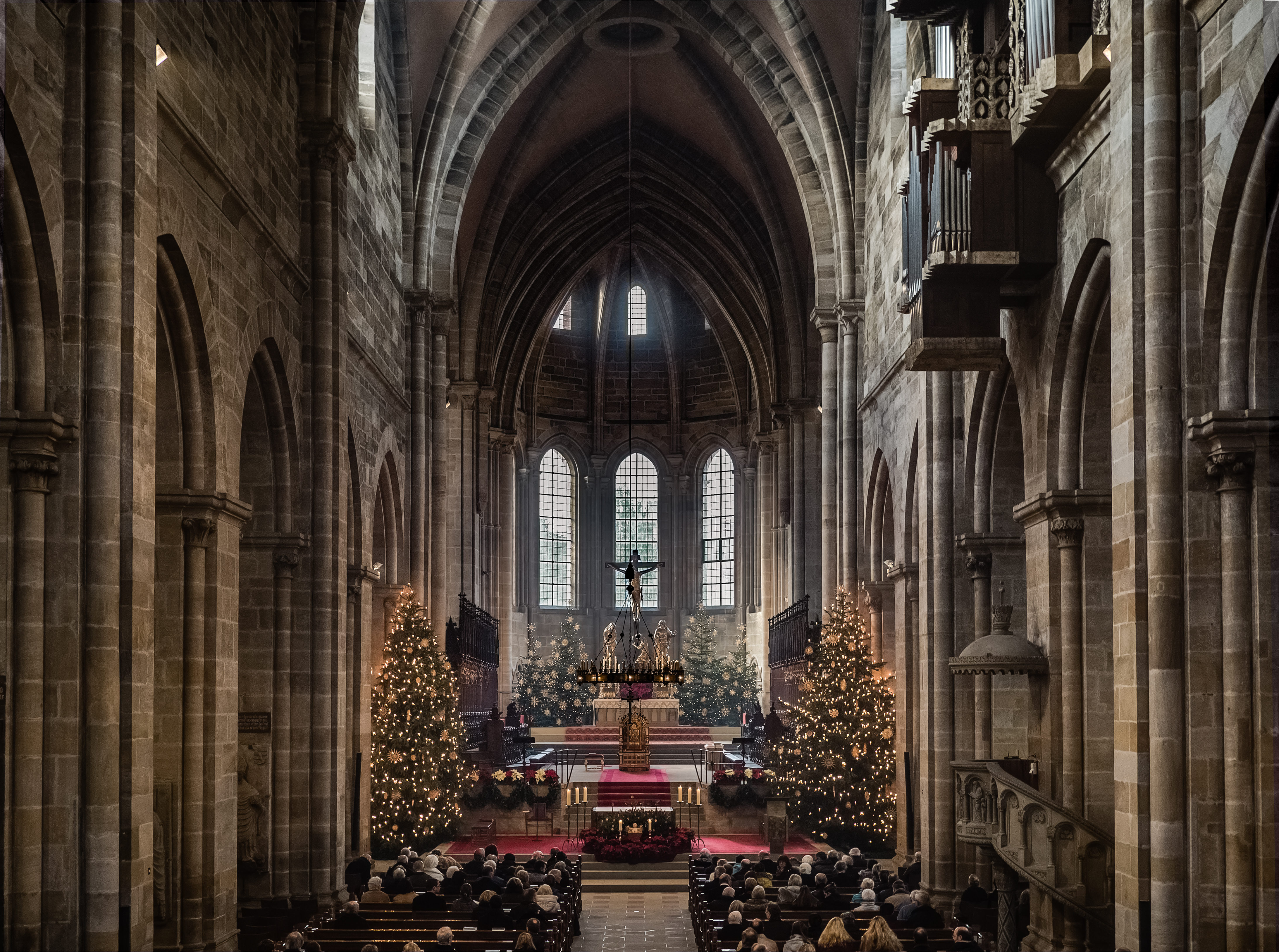
Középhajó karácsonykor

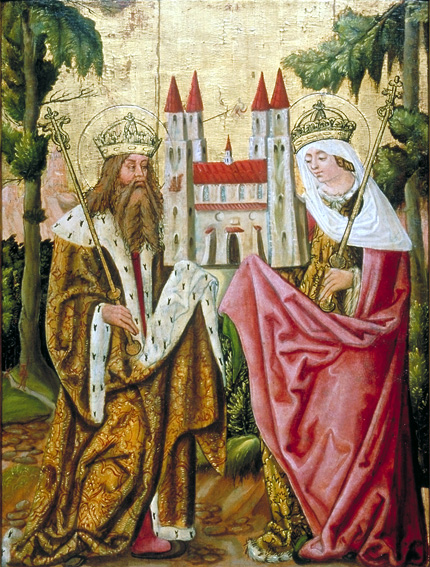
II. Henrik és Kunigunda, mint a dóm alapítói

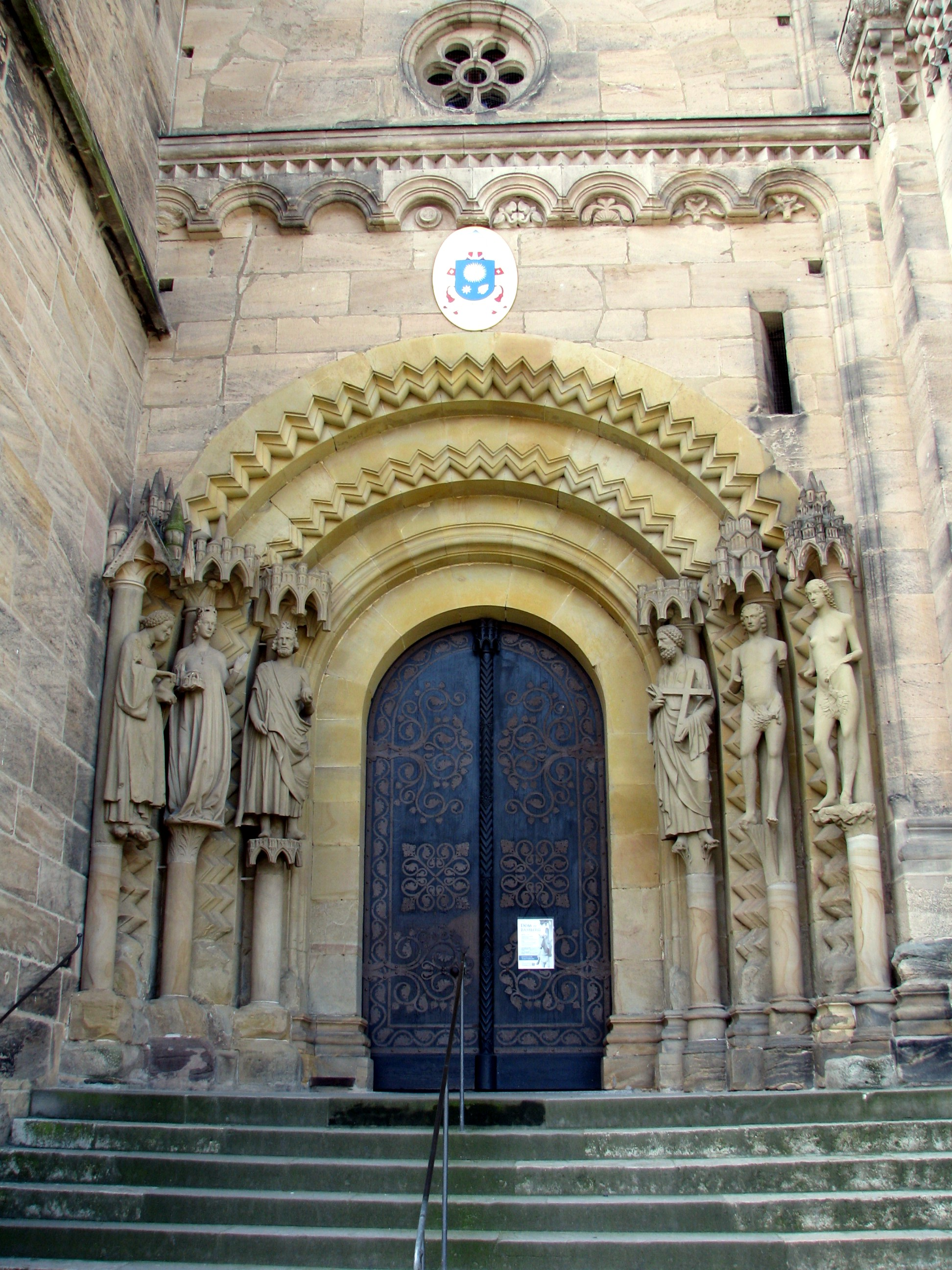
Ádám-kapu

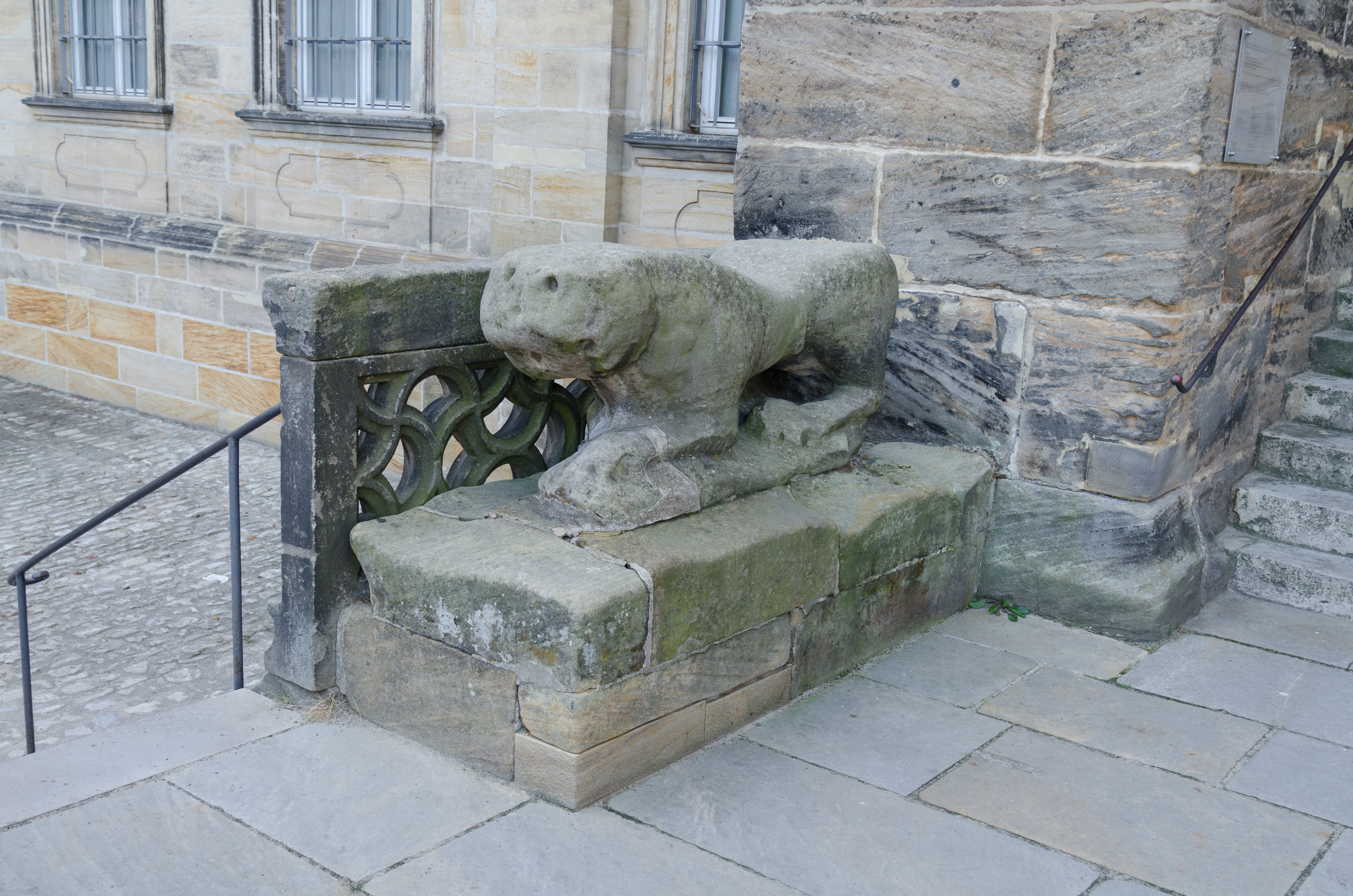
Kőoroszlán az Ádám-kapu mellett

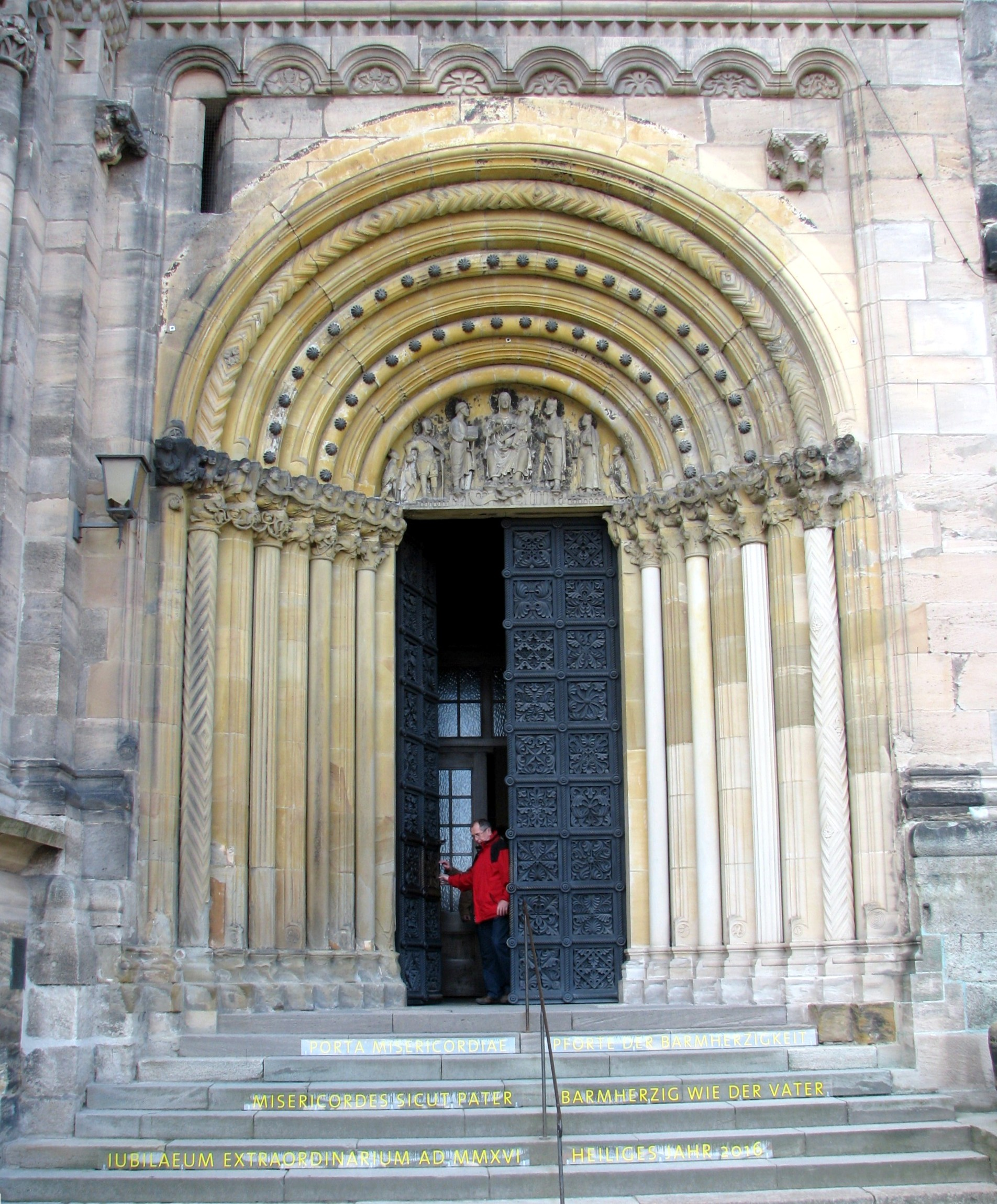
Kegyelem-kapu

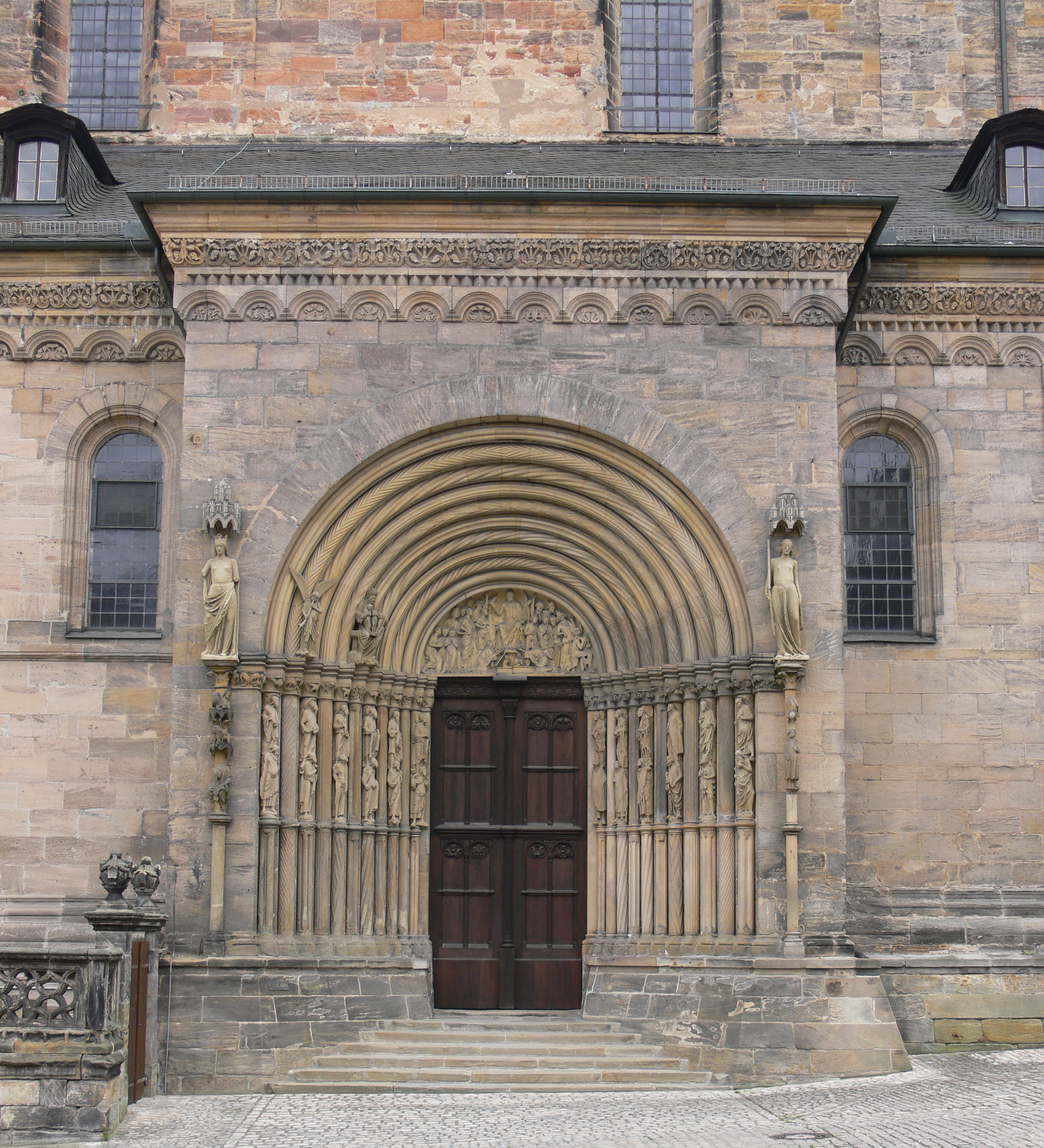
Fejedelmi kapu

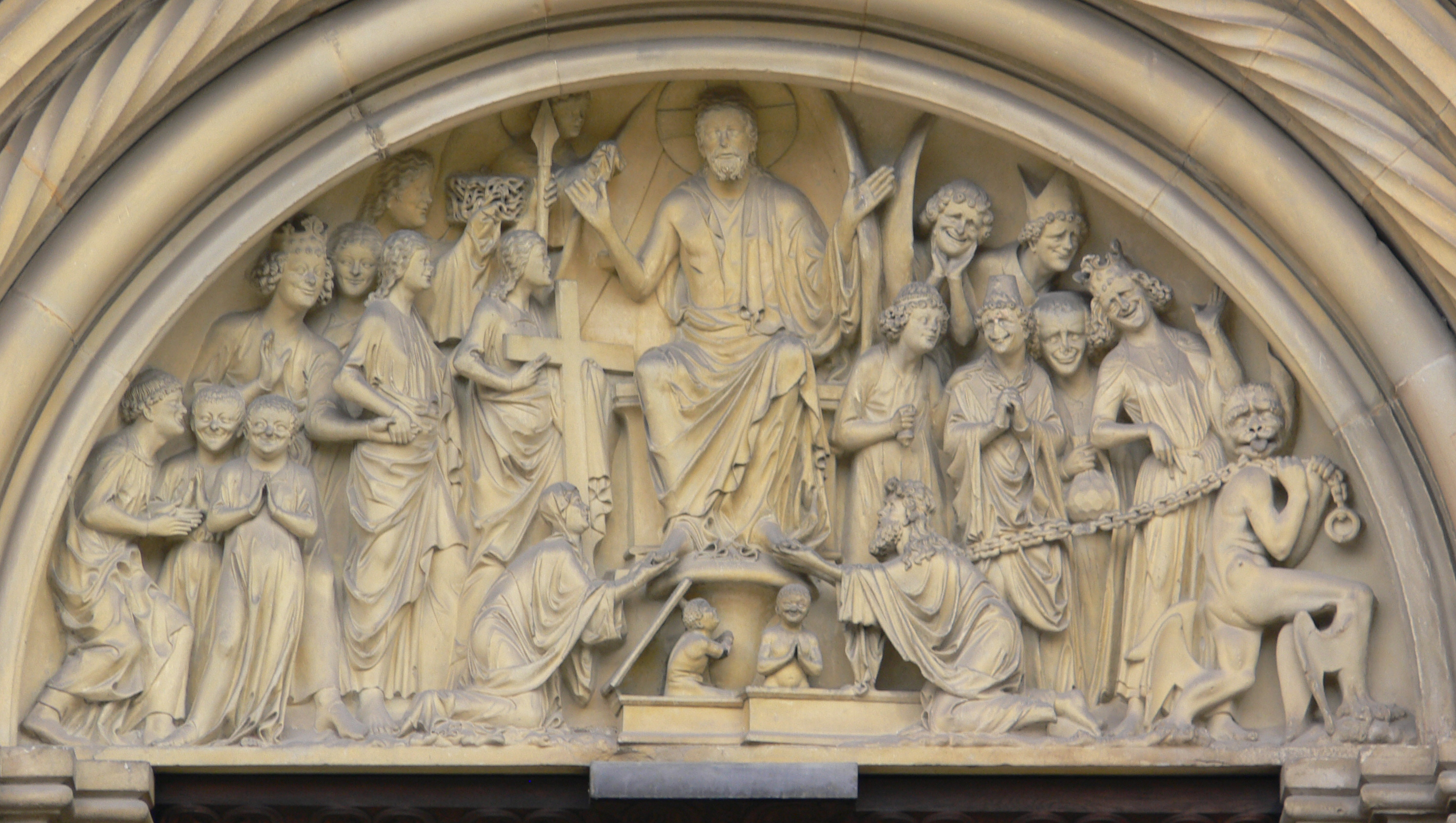
Fejedelmi kapu timpanonja

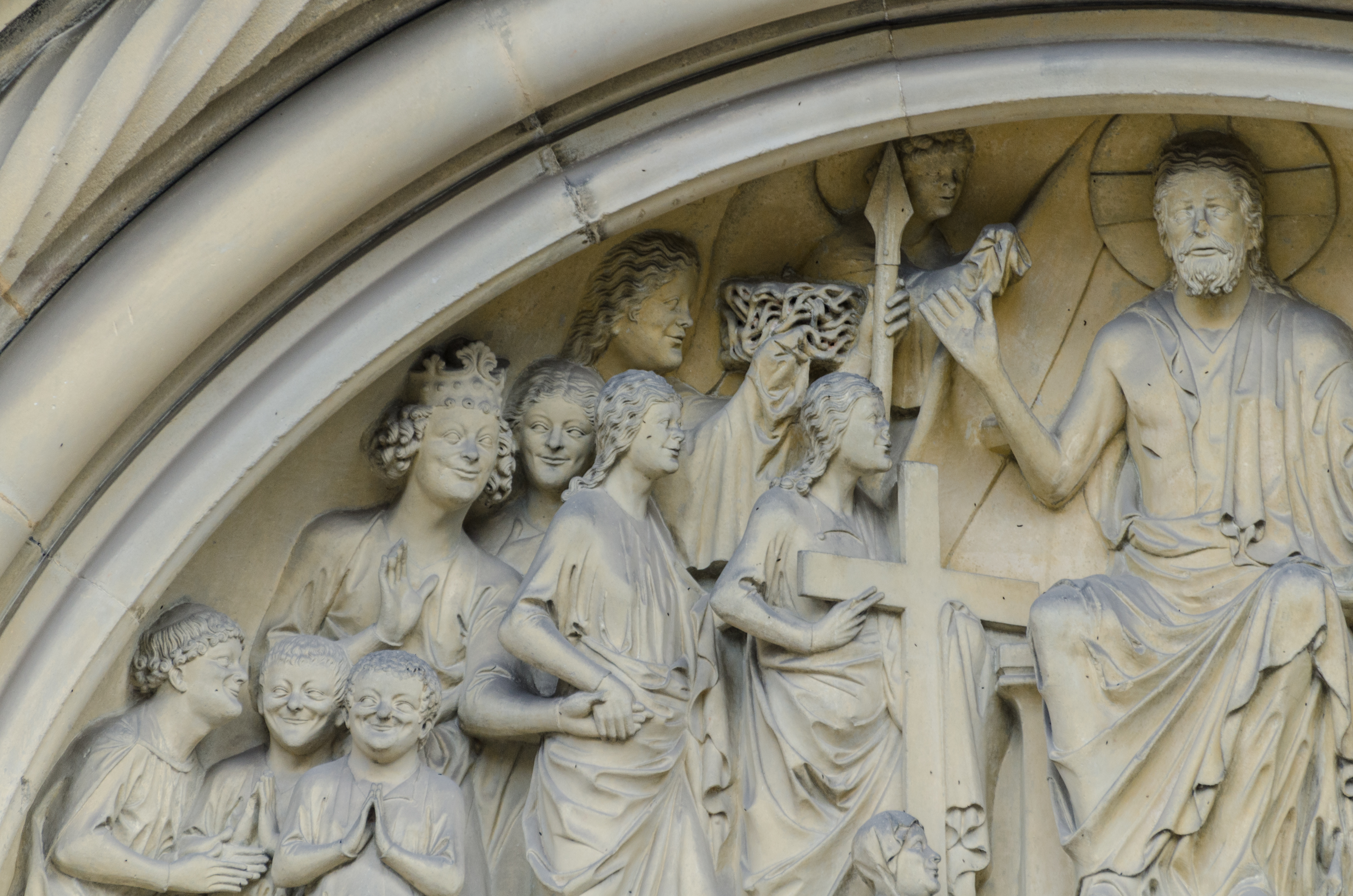
Az üdvözültek

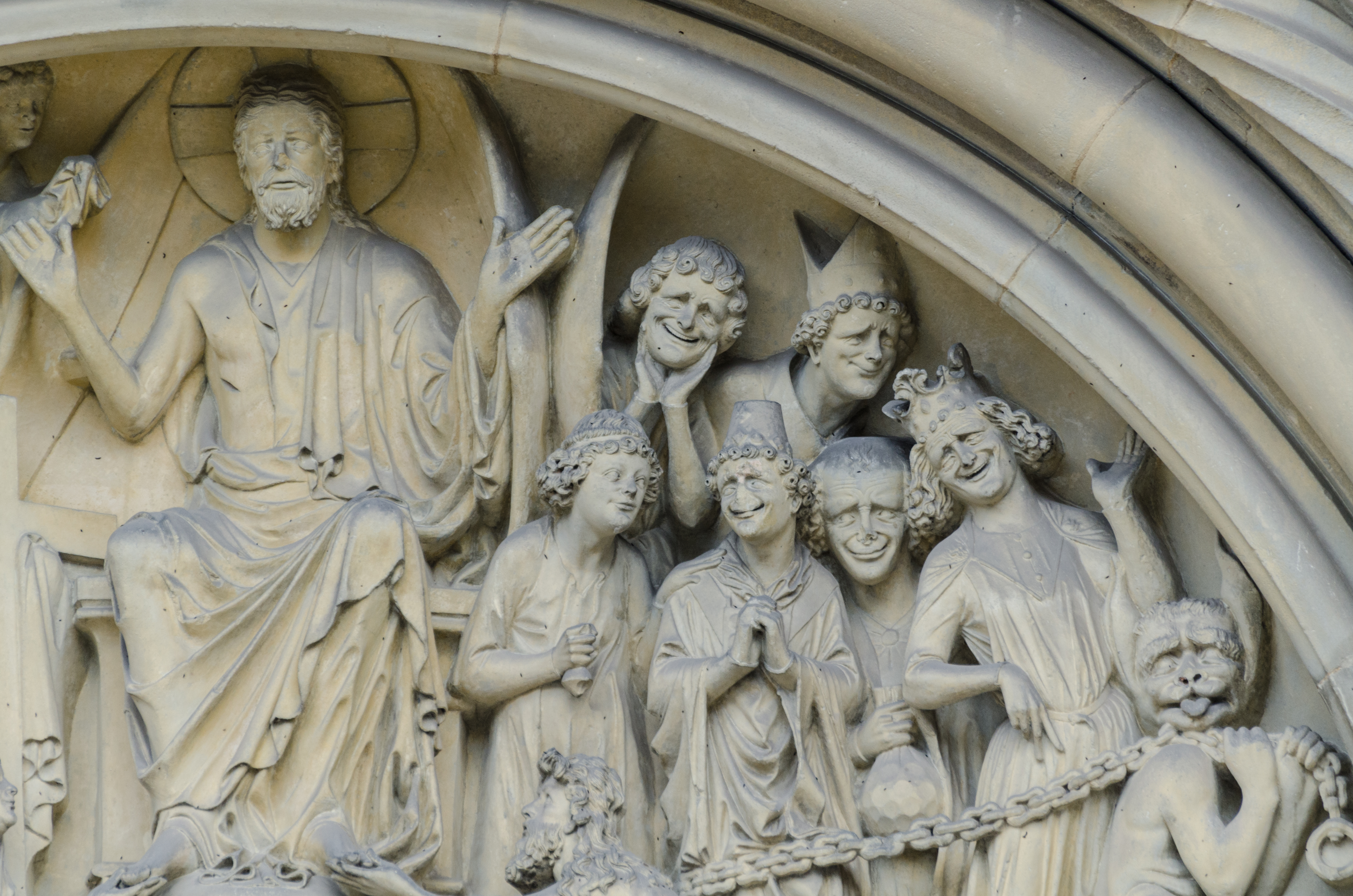
Az elkárhozottak

## Története
II. Henrik király (Szent István sógora, Gizella királyné fivére; csak 1014-ben koronázták császárrá) 1004-ben határozta el, hogy dómot épített kedvenc városában, Bambergben, amelyet időközben, 1007-ben, püspöki székhellyé emeltetett. Mivel Henriknek és feleségének, Kunigundának nem született gyermeke, Henrik úgy határozott, hogy minden vagyonát a bambergi dómra fordítja. Ezt (az elsőnek tekinthető) bambergi székesegyházat 1012. május 6-án, II. Henrik születésnapján szentelték fel, 40-45 püspök (közöttük Asztrik kalocsai érsek), valamint számos más egyházi és világi méltóság jelenlétében. A Henrik-féle, román stílusban épült katedrális háromhajós, 75 méter hosszú bazilika volt kereszthajóval, lapos famennyezettel és két toronnyal. Később itt temették el az 1024-ben elhunyt, majd 1146-ban szentté avatott alapítót, Henrik császárt.
Ezt az első dómot 1081 húsvét éjszakáján tűzvész pusztította, ami után nem az egészet építették újjá, csak a megsemmisült részeket pótolták. 1087-ben már tartományi zsinatot is tartottak a részben helyreállított székesegyházban, de az újjáépítést a következő évtizedekben is folytatták. 1185-ben azonban egy villámcsapás következtében fellobbant újabb és korábbinál pusztítóbb tűzvész ezt a (sokak által másodiknak nevezett) dómot is nagyrészt megsemmisítette.
Az 1200-as évek elején, az andechs-merániai házból származó, II. András magyar királlyal rokonságban álló Eckbert püspök idején (1203-1237) kezdték építeni a harmadik, a korábbinál nagyobb dómot a régi templom megmaradt részeinek felhasználásával. Ezt 1237. május 6-án, vagyis – akárcsak az első dómot – II. Henrik születésnapján szentelték fel. Az Eckbert-féle katedrális is nagyobbrészt késő román stílusú, de egyes részei, például a kereszthajó, a nyugati szentély (kórus), vagy éppen a hajók boltíves mennyezetei már a gótika felé hajlanak, akárcsak a valamivel később elkészült nyugati torony magasabb emeletei és a templom szobrainak java része.
A székesegyház szerkezete később már nem változott, belsejét azonban a 17. században barokk stílusúvá alakították (a falakat színesre festették, a dóm közel 30 oltára a kor kedvelt stílusának megfelelő díszítést kapott). 1803-ban szekularizálták, vagyis egyháziból állami tulajdonba vették.
1829-ben, I. Lajos bajor király kezdeményezésére kezdődött a „purifikálás”: a barokk stíluselemek eltávolítása, a templom eredeti román stílusjegyeinek visszaállítása. Ennek keretében, többek között, a mellékoltárok jelentős részét kivitték a templompból és értékesítették, a legtöbb püspöki síremléket átszállították a közeli Szent Mihály kolostortemplomba. Később, a huszadik század folyamán került a dómba néhány különlegesen értékes szárnyasoltár a késői gótika korából.
1923-ban a dóm XI. Piusz pápától basilica minor rangot kapott.
A Második vatikáni zsinat után az apszis homlokzati részén elhelyezett régi főoltárt a középhajóba állított, szembemiséző oltárral váltották fel.
A mai dóm teljes belső hossza 99 méter (ezen belül: keleti kórus 30 m, középhajó 37 m, nyugati kórus 28 m). Teljes belső szélessége: 28,50 m, a középhajó magassága 25,50 m; a keleti tornyok 76, a nyugati tornyok 74 m magasak.

## Titulusa
A templomnak három védőszentje van: Szűz Mária, Szent Péter és Szent György. A patrónusok kiválasztásában szerepet játszhatott, hogy Szent Péter a római katolikus egyház első fejeként a nyugati egyházat képviseli; Szent György vértanú pedig a keleti, a bizánci egyházat, annak kedvelt szentjeként.

## Főbb nevezetességei

### Ádám-kapu
Az Ádám-kapu szolgált régebben főbejáratul a hívek számára. A kapuzat kerek ívének cikkcakkos díszítése ("farkasfogas bélletek") normann mester keze munkájára utal. A bejárat két oldalán, kis kőalapzaton hat szoboralak áll, balról jobbra: Szent István vértanú, majd Szent Kunigunda és férje, Henrik császár (kezükben az általuk alapított bambergi dóm makettjével); a kapuzat másik oldalán pedig Szent Péter, majd Ádám és Éva; az utóbbiak majdnem meztelenül, ami az akkori templomépítészet történetében elég szokatlannak számított. Ezek a most látható szobrok másolatok, az eredetieket az egyházmegyei múzeum őrzi.
Egyes feltételezések szerint az Ádám-kapu elnevezés egy korábbi vezeklési szertartásra emlékeztet, melynek során hamvazószerdán a vezeklőket kizavarták a templomból, mint egykor Ádámot és Évát a Paradicsomból.
A kapu fölötti pápai címer a dóm basilica minor rangjára utal.
Az Ádám-kapu két oldalán őrt álló, ma már eléggé elkopott kőoroszlánok még az első dóm idejéből származnak. Küldetésük a gonosz szellemek és a pogányság távoltartása a templomlomtól. A középkorban a két oroszlán között ítélkezést is tartottak.
|  |  |

### Kegyelem-kapu
A Kegyelem-kaput, vagy más néven Mária-kaput ritkán, kivételes ünnepi alkalmakkor használták. Díszítése lombardiai építőmesterekre utal. A timpanon közepén Mária trónol a kis Jézussal; tőlük jobbra az első dóm alapítói: Henrik és Kunigunda, tőlük balra pedig a templom patrónusai: szent Péter és Szent György, a timpanon két külső szélén pedig két kis figura látható: balra egyes vélemények szerint Eckbert püspök, akinek hivatala alatt történt a harmadik dóm építése, jobb szélen pedig az ő nagybátyja, a dóm akkori prépostja, Poppo.
A Kegyelem-kapu elnevezés arra a gyakorlatra vezethető vissza, hogy a hamvazószerdán az Ádám-kapun át kiüldözött vezeklőket nagycsütörtökön a Kegyelem-kapun át bocsátották ismét be a templomba, a bűnbocsánat jeleként. (A 2016-ban, Az irgalmasság rendkívüli szentéve alkalmával a Kegyelem-kapu minden nap nyitva áll.)
A Kegyelem-kapu mellett, a dóm falának egyik kövébe rögzített, vasból készült apró oroszlánfejek a középkori Európa legrégebbi ismert hosszmértékegység-jelölései voltak: a bambergi könyök 67 cm-nek, a bambergi láb pedig 26,8 cm-nek felel meg. A város és a környék lakói ezeket a mértékegységeket használták a szövetek és kötelek mérésére.
|  |  |

### Fejedelmi kapu
A dóm hosszanti oldalfalát töri meg a püspöki palota felé néző fejedelmi kapu, a székesegyház négy kapuja közül a legdíszesebb. Régebben ezen a kapun lépett be a püspök a nagyobb egyházi ünnepek alkalmával, az egyszerű nép csak a többi kaput használhatta. Különleges alkalmakkor a magas rangú egyházi tisztségviselők még ma is ezen a kapun át vonulnak a templomba.
A tölcsér alakban szűkülő kapuzat két oldalán, oszlopok között az apostolok állnak az ószövetségi próféták vállán. A timpanon domborműve az utolsó ítéletet jelenetét ábrázolja, közepén Krisztussal, mint a világ bírájával. A jelenetet szemből nézve baloldalt a Jézus jobbján álló, boldogan mosolygó üdvözülteket látjuk. A töviskorona, a kereszt és a lándzsa jelképezi, hogy Jézus szenvedése és halála hozta meg számukra a megváltást. Jézus másik oldalán a szobrász kényszeredett, hisztérikus nevetéssel ábrázolja az elkárhozottakat, akiket az ördög egy lánccal a pokolba vonszol. A kárhozottak között akad egy püspök, egy király és egy pénzeszsákkal felszerelt gazdag ember is. Krisztus lábánál kétoldalt Mária és Keresztelő János térdelnek, közöttük két kiesebb alak a sírjukból felkelő feltámadottakat jelképezi. A kapuzat félkörívétől jobbra és balra egy-egy nagyobb szoboralakot látunk: szemből nézve a bal oldali az Eklézsia, a jobb oldali a Zsinagóga. Ez a két szobor másolat; az eredetieket – hogy az időjárási viszontagságoktól védve legyenek – a dóm belsejébe helyezték át.
Részletképek:
|  |  |  |

### Császári szarkofág

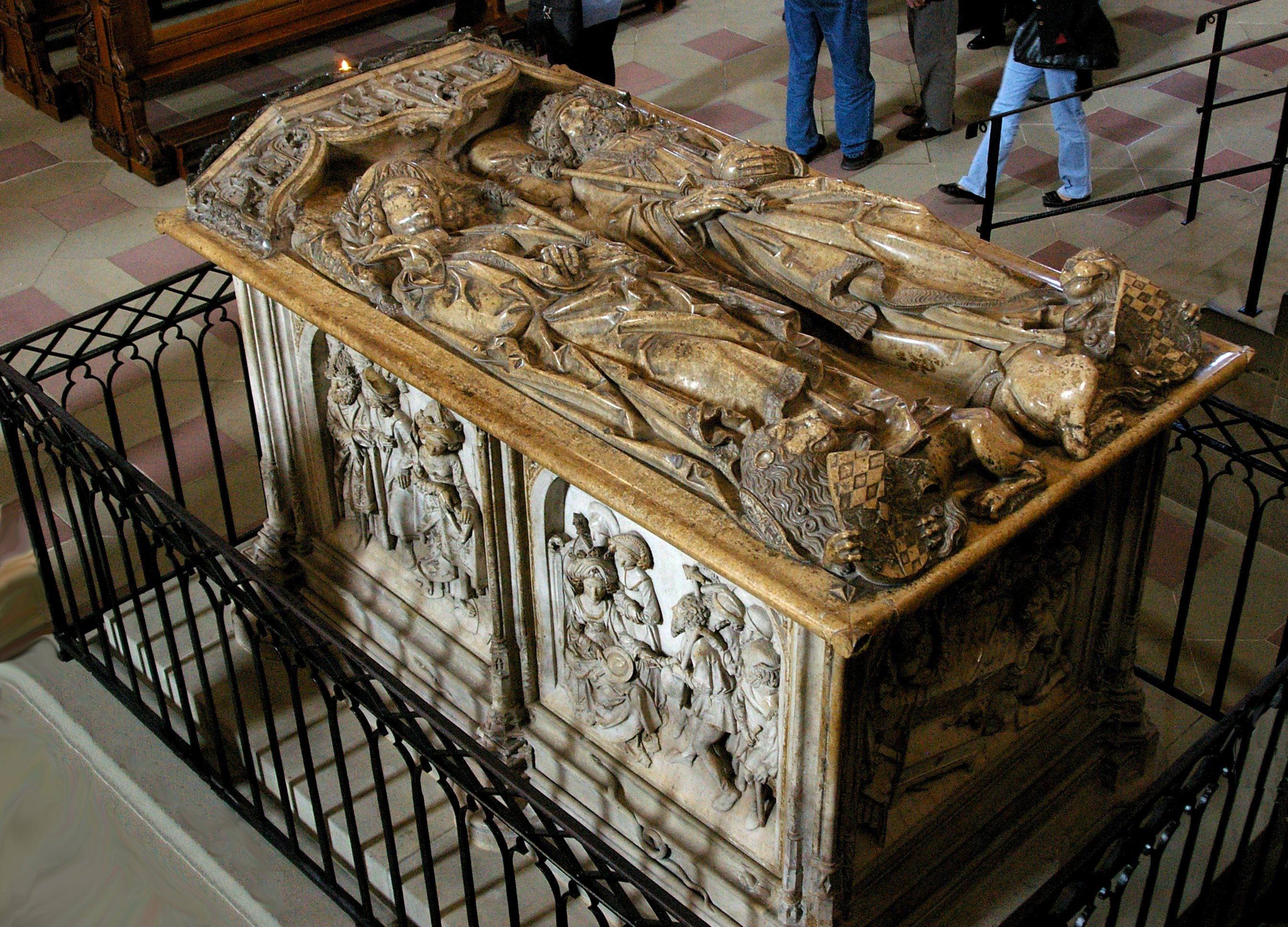
Henrik és Kunigunda szarkofágja

Az 1024-ben elhunyt II. Henriket 1146-ban, az 1033-ban elhunyt Kunigunda császárnét pedig 1200-ban avatták szentté. Ők voltak a bambergi püspökség megalapítói, és ma is ők az egyházmegye védőszentjei. A szarkofág belsejében két kis koporsó őrzi a császári pár földi maradványait.
A márványszarkofág a híres würzburgi szobrász, Tilman Riemenschneider műhelyében készült 1499 és 1515 között. A fedőlapon a császári párt látjuk életnagyságú ábrázolásban, a készítés korának megfelelő díszes reneszánsz ruhákban, uralkodói jelvényekkel.
A kősír négy oldala a két szent legendáiból vett jeleneteket örökít meg: a tűzpróbát (a hűtlenséggel megvádolt császárnénak izzó ekevasakon járva kellett bizonyítani ártatlanságát), a pfennig-csodát (Kunigunda személyesen fizeti ki az építő munkásokat; az egyik elégedetlenkedő munkás kezét megégette a pénzdarab), Kunigundát a haldokló Henrik császár ágyánál, az elhunyt lélek megítélését (Mihály arkangyal és sátán vitáznak a lélek túlvilági sorsáról – a mérleg karja mutatja, hogy jótettek többet nyomnak a latban a bűnöknél), Henrik csodás gyógyulását (a Monte Cassino-i bencés kolostorban időző, vesekövességben szenvedő császárt éjszaka, álmában gyógyítja meg Szent Benedek).
|  |  |  |  |

### II. Kelemen pápaszobra és szarkofágja

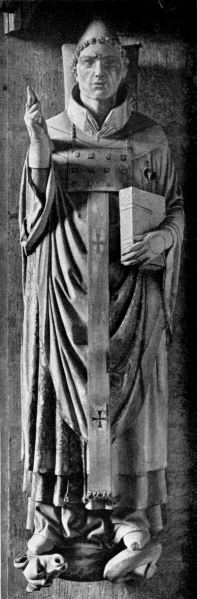
II. Kelemen pápa sírszobra

Suidger bambergi püspököt 1046-ban választották meg pápának. Ezt a püspöki címét még pápaként is megtartotta. Rövid, tíz hónapos pápaságát lezáró halála után holttestét, végrendeletének megfelelően, visszavitték szeretett városába, Bambergbe.
Szarkofágja, az egyetlen ismert pápai sír az Alpoktól északra, a 13. században készült olasz márványból. A kősír oldalfalait díszítő domborművek motívumai: a halottas ágyán fekvő Kelemen pápa a lelkét Mennybe kísérő Mihály arkangyallal; az érkező Krisztusra mutató Keresztelő Szent János; a Paradicsom négy folyója; végül a négy megszemélyesített sarkalatos erény (igazságosság, erősség, okosság, mértékletesség). Fedőlapja jelenleg egy sima márványlap; az egykor rajta fekvő, az elhunyt pápát ábrázoló szobrot a dóm egyik oldalhajójának a falán helyezték el, valószínűleg a 17. században.
A  szobor Kelement pápai ornátusban ábrázolja. Érdekesség, hogy egy olyan melldiszt visel, amely az ószövetségi áronita főpapi ruhadarabra, a Choshen Mishpat-ra vezethető vissza. Ezen a ruhadíszen tizenkét drágakő volt felerősítve, rajtuk Izrael 12 törzsének a neve. Törvénytevő melldísznek is nevezték. Fején pedig nem tiarát, hanem phrygiumot visel, keleti eredetű csúcsos süveget, amelyet csak később századokban váltott fel a pápai korona, majd a tiara. Feje alatt párna látható. Ez is igazolja, hogy eredetileg fekvő ábrázolásról van szó.
|  |  |  |  |

### Az eklézsia és a zsinagóga szobra
A déli oldalhajó keleti vége táján, egy-egy oszlopán áll ma e két női alakot ábrázoló szobor. Eredeti helyük 1936-ig a Fejedelmi kapu két oldala volt. A külső térben ezeket ma már másolatok helyettesítik. Az Eklézsia női alakja az újszövetségi egyházat, a győzedelmes kereszténységet testesíti meg, fejét korona ékesíti, és bizakodóan tekint a jövőbe. A másik női alak a Zsinagóga allegóriája, ő az Ószövetség népét jelképezi. Kissé megtörten áll, szemei be vannak kötve, utalva arra, hogy Jézusban nem ismerte fel a Messiást; jobb kezében tört pálca, bal kezéből a tízparancsolat mózesi kőtáblájának összetört darabjai hullanak alá. 

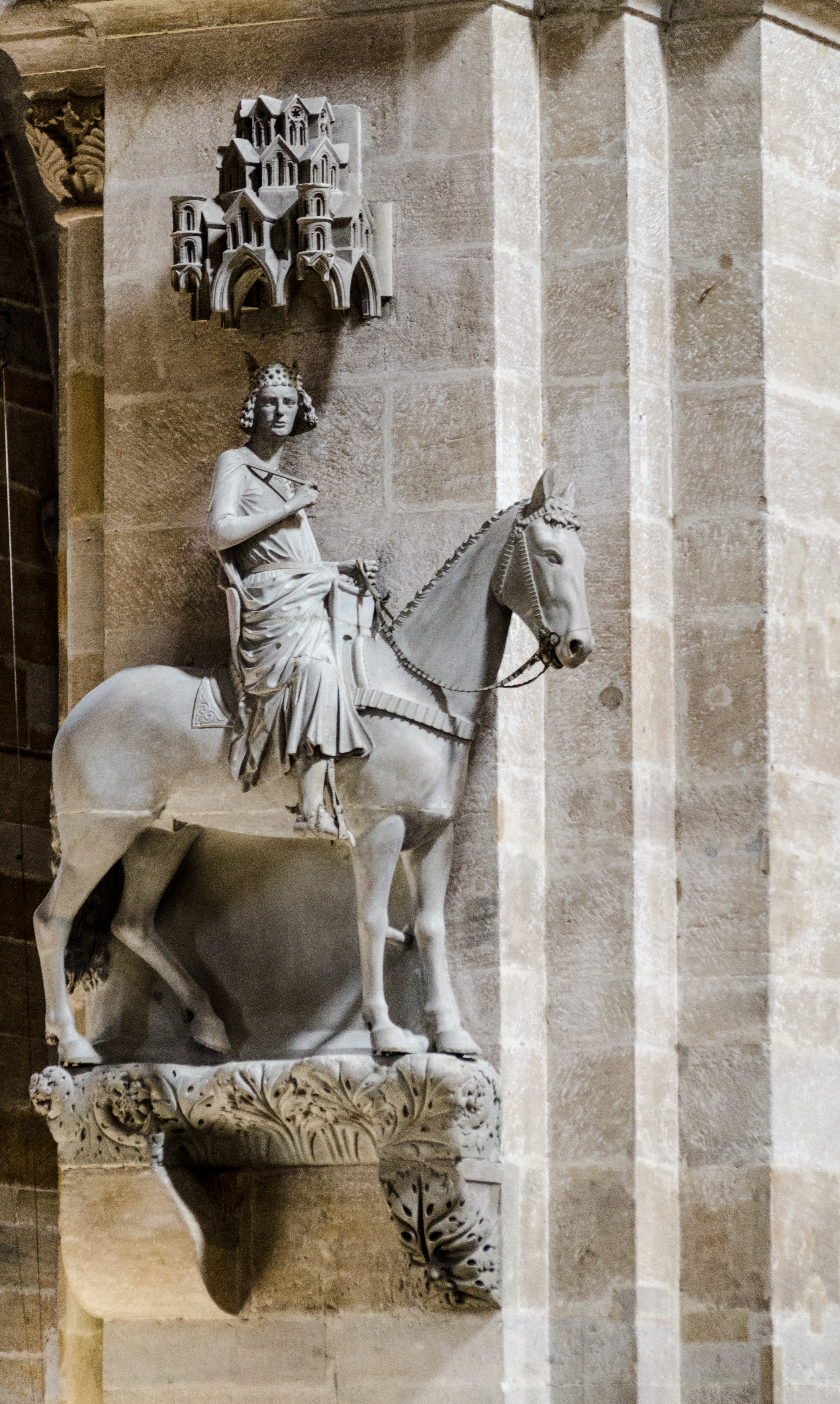
A Bambergi lovas

|  |  |

### Bambergi lovas
A bambergi lovasszobor a dóm legismertebb, leghíresebb műalkotása. Ez az első ismert középkori lovasszobor, s mint ilyen, Németország legrégibb lovasszobra, s ráadásul azok közé a rendkívül kisszámú lovasszobrok közé tartozik, amelyeket templom belső terében helyeztek el. Valószínűleg a 13. század első felében készült. Nemcsak az alkotója ismeretlen, de azzal kapcsolatban is eltérnek a feltételezések, hogy kit ábrázol. A legáltalánosabb és legelfogadottabb vélemény szerint a szobrász, illetve a szobor megrendelője Szent István magyar királynak kívánt emléket állítani.

### Veit Stoß-oltár

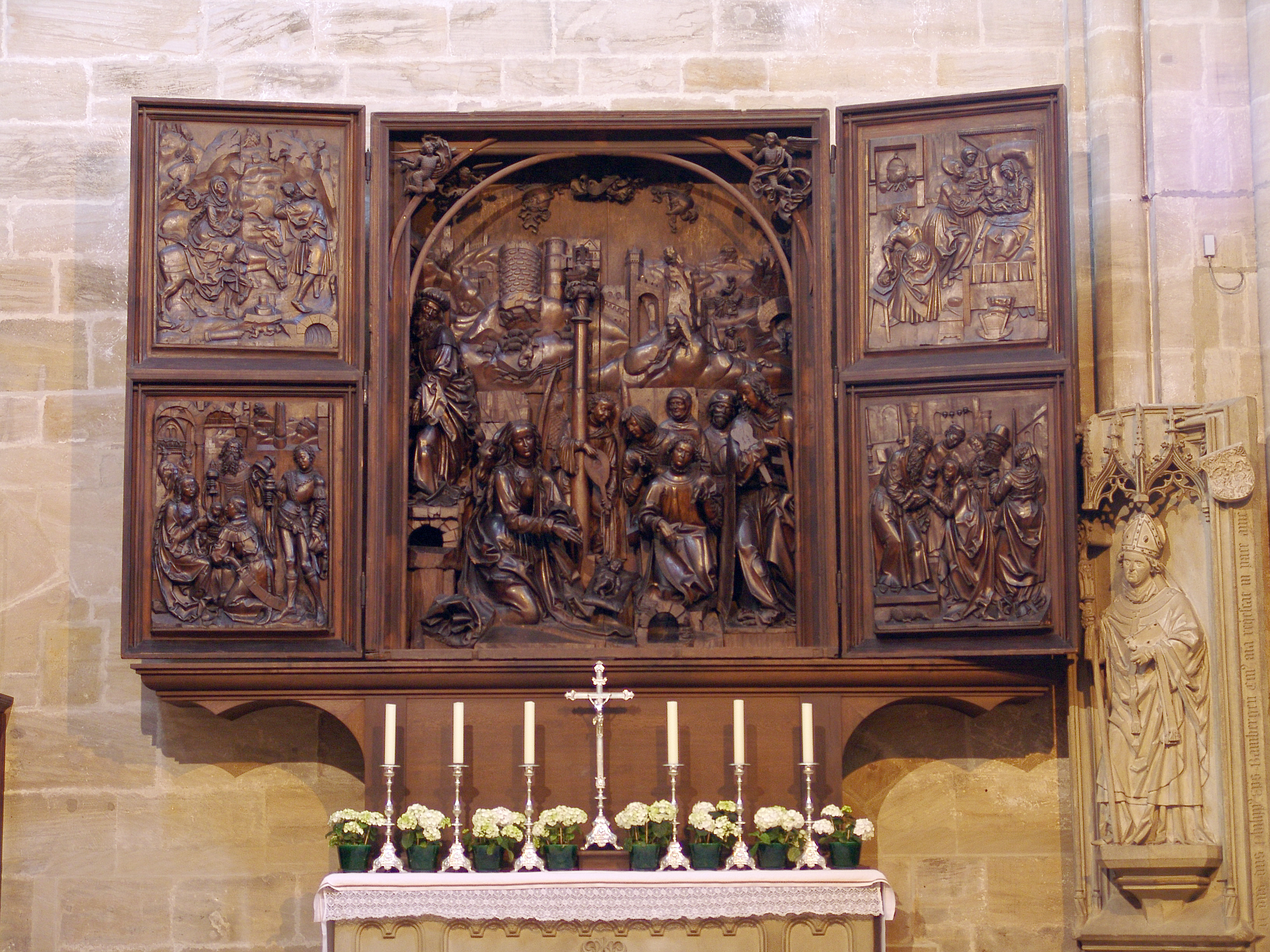
A Veit Stoß-oltár

Ezt a hársfából faragott, Veit Stoß által 1523-ban dedikált, de valójában befejezetlen szárnyas oltárt, amelyet karácsonyi vagy Mária-oltárnak is neveznek, eredetileg Nürnbergbe szánták. 1526 körül került Bambergbe, a város egy másik templomába, és csak 1937-ben hozták át a dómba.
A középső nagy kép Jézus születését ábrázolja a betlehemi istállóban, Máriával, az újszülöttet imádó pásztorokkal és angyalokkal. A bal oldali szárny felső képének jelenetei: Menekülés Egyiptomba, alul: a napkeleti bölcsek hódolata; a jobb oldali szárny felső képén: Mária születése, alul: Jézus bemutatása a templomban.